# گالانول‌استون
گالانول‌استون (به انگلیسی: Galanolactone) با فرمول شیمیایی C۲۰H۳۰O۳ یک ترکیب شیمیایی با شناسه پاب‌کم ۱۱۱۴۱۶۹۹ است. که جرم مولی آن ۳۱۸٫۴۵ g/mol می‌باشد. 